# Municipio de Union (condado de Johnson, Iowa)
El municipio de Union (en inglés: Union Township) es un municipio ubicado en el condado de Johnson en el estado estadounidense de Iowa. En el año 2010 tenía una población de 659 habitantes y una densidad poblacional de 7,51 personas por km².

## Geografía
El municipio de Union se encuentra ubicado en las coordenadas 41°38′28″N 91°39′49″O / 41.64111, -91.66361. Según la Oficina del Censo de los Estados Unidos, el municipio tiene una superficie total de 87.7 km², de la cual 87,65 km² corresponden a tierra firme y (0,06 %) 0,05 km² es agua.

## Demografía
Según el censo de 2010, había 659 personas residiendo en el municipio de Union. La densidad de población era de 7,51 hab./km². De los 659 habitantes, el municipio de Union estaba compuesto por el 97,72 % blancos, el 0,15 % eran afroamericanos, el 0,91 % eran asiáticos, el 0,61 % eran de otras razas y el 0,61 % eran de una mezcla de razas. Del total de la población el 1,06 % eran hispanos o latinos de cualquier raza.